# Tutti si muore soli
Tutti si muore soli è un romanzo di Diego Lama del 2021 con protagonista il commissario Veneruso pubblicato da Mondadori.

## Trama
Ambientato a Napoli nel luglio 1883, l romanzo si articola in 19 capitoli, ognuno trattato come un unico piano sequenza e svoltosi all'interno di una precisa ora del giorno. Grazie a questa struttura narrativa, il tempo di lettura del romanzo è pari al tempo di svolgimento delle vicende raccontate in diciannove piani sequenza.
In una lunga giornata di luglio, calda e umida, il commissario Veneruso - afflitto da scarpe troppo strette - si trova coinvolto in tre casi di omicidio: una prostituta ragazzina, un intellettuale nella Biblioteca Nazionale di Napoli, e una baronessa appartenente al mondo aristocratico della città. Il commissario incontra molti personaggi, tra questi anche alcuni realmente esistiti - Salvatore Di Giacomo, Benedetto Croce, Matilde Serao, Edoardo Scarfoglio, Francesco Mastriani - tutti sospettati a vario titolo. Dopo venti ore di indagini, a tarda notte, aiutato dai suoi agenti, seguendo il suo istinto rozzo e poco deduttivo, Veneruso viene a capo di tutte le indagini.

## Struttura
Il romanzo è suddiviso in 19 capitoli, ognuno corrispondente a una precisa ora del giorno (Crepuscolo, Aurora, Alba, Prima Mattina, Mattina, Tarda Mattina, Mezzogiorno, Mezza, Ora di Pranzo, Controra, Primo Pomeriggio, Pomeriggio, Tardo Pomeriggio, Tramonto, Crepuscolo, Sera, Tarda Sera, Notte, Mezzanotte, L'Una). Ogni capitolo racconta, in circa 20 cartelle, ciò che è accaduto durante quella particolare ora del giorno, e si conclude sempre con il commissario Veneruso che guarda il suo orologio e annuncia la nuova ora che sta per giungere.
Ai 19 capitoli si aggiunge un Prologo di apertura e un Epilogo di chiusura, in entrambi dei quali il punto di vista del racconto non è più da parte del commissario Veneruso. Infine vi è un ultimo capitolo, denominato Note dell'autore, dove vengono dati molti chiarimenti storici e ulteriori annotazione su personaggi, fatti e i luoghi citati nel romanzo.

## Edizione
- Diego Lama, Tutti si muore soli, Il giallo Mondadori, Mondadori, 8 giugno 2021,  p. 384, ISBN 9788804739043.